# Dominik Rigoll
Dominik Rigoll (* 1975 in Pirmasens) ist ein deutscher Historiker.

## Leben
Rigoll absolvierte von 1996 bis 2003 ein Studium der Geschichte, Politikwissenschaft und Linguistik an der Universität des Saarlandes, am Institut d’études politiques de Paris, der Université Bordeaux II und der Freien Universität Berlin, das er dort mit Magister Artium abschloss. Als Stipendiat der Rosa-Luxemburg-Stiftung promovierte er 2010 bei Peter Schöttler und Paul Nolte am Friedrich-Meinecke-Institut der FU Berlin über die Geschichte des Staatsschutzes der frühen Bundesrepublik Deutschland bis zum Radikalenerlass 1972. 2013 erschien seine Dissertation als Buchveröffentlichung und wurde beim geschichtswissenschaftlichen Rezensionsportal H-Soz-Kult sowie der Zeit, der Frankfurter Allgemeinen Zeitung und der Süddeutschen Zeitung überwiegend positiv besprochen.
Seit April 2015 ist er Wissenschaftlicher Mitarbeiter am Leibniz-Zentrum für Zeithistorische Forschung Potsdam. Nach der Bearbeitung des BMI-Projekts Verfeindete Vermittler ist er derzeit im Projekt Die radikale Rechte in Deutschland, 1945–2000 tätig. Darin bearbeitet er ein Projekt zum Einfluss rechter Parteien und Bewegungen auf Politik und Gesellschaft der Bundesrepublik und der DDR von 1949 und 1990. Zuvor war er seit 2011 wissenschaftlicher Mitarbeiter am Lehrstuhl für Neuere und Neueste Geschichte der Friedrich-Schiller-Universität Jena. Seine Forschungsschwerpunkte sind der Staats- und Verfassungsschutz, der Zugang zum öffentlichen Dienst und die Integration von Nationalisten in den beiden Deutschlands des Kalten Kriegs sowie deutsch-französische Verflechtungen und Vergleiche in der Geschichte des Nationalismus, Kommunismus und Antikommunismus.
Rigoll plädiert für eine Historisierung des Rechtsextremismus und Nationalsozialismus als Formen des politischen Nationalismus und für eine geschichtswissenschaftliche Analysesprache, die es erlaubt, radikalen Nationalismus vor 1945 und Rechtsextremismus nach 1945 in ihren ideologischen, personellen und funktionalen Zusammenhängen zu ergründen und zu beschreiben.

## Publikationen

### Monographie
- Staatsschutz in Westdeutschland. Von der Entnazifizierung zur Extremistenabwehr (= Beiträge zur Geschichte des 20. Jahrhunderts. Hrsg. von Norbert Frei. Band 13). Wallstein, Göttingen 2013, ISBN 978-3-8353-1076-6 (zugleich: Dissertation, Freie Universität Berlin, 2010)

### Aufsätze (Auswahl)
- Die Demokratie der anderen. Der Radikalenerlass von 1972 und die Debatte um die Berufsverbote. International vergleichende und transfergeschichtliche Aspekte. In: Jörg Calließ (Hrsg.): Die Geschichte des Erfolgsmodells BRD im internationalen Vergleich. Loccum 2006, S. 173–177.
- „Was täten Sie, wenn quer durch Paris eine Mauer wäre?“ Der Radikalenbeschluss von 1972 und der Streit um die westdeutschen Berufsverbote. Deutsch-deutsch-französische Verflechtungen. In: Heiner Timmermann (Hrsg.): Historische Erinnerung im Wandel. Neuere Forschungen zur deutschen Zeitgeschichte unter besonderer Berücksichtigung der DDR-Forschung. Berlin 2007, S. 603–623.
- „Herr Mitterrand versteht das nicht!“ – „Rechtsstaat“ und „deutscher Sonderweg“ in den deutsch-französischen Auseinandersetzungen um den Radikalenbeschluss 1975/76. In: Detlef Georgia Schulze, Sabine Berghahn, Frieder Otto Wolf (Hrsg.): Rechtsstaat statt Revolution, Verrechtlichung statt Demokratie? Band 2: Die juristischen Konsequenzen. Münster 2010, S. 812–822.
- Emigranten, Résistants, Extremisten, Juden. Peter, Etty und Silvia Gingold – eine deutsch-französische Familiengeschichte. In: Revue d’Allemagne et des Pays de langue allemande. Band 44, Nr. 1, 2012, S. 81–96.
- „Sicherheit“ und „Selbstbestimmung“. Informationspolitik in der Bundesrepublik. In: Zeithistorische Forschungen/Studies in Contemporary History. Band 10, 2013, S. 115–122.